# Цестии
Цестиите (на латински: gens Cestia) са плебейска фамилия от Древен Рим.
Двама братя от фамилията построяват в Рим Ponte Cestio и Cestius-Pyramide.
Известни от фамилията:
- Луций Цестий, баща на строителите на мост и пирамида
- Луций Цестий, построява Моста на Цестий в Рим
- Гай Цестий Епулон (+ 12 пр.н.е.), претор и народен трибун 43 пр.н.е., построява запазената гробница Пирамидата на Цестий
- Цестий Македоник, родом от Перузия, служи в Македония и получава името си; помага на Октавиан Август 41 пр.н.е.
- Луций Цестий Пий, латински реторик по времето на император Август
- Гай Цестий Гал, консул 35 г.
- Гай Цестий Гал, суфектконсул 42 г.
- Нумерий Цестий, суфектконсул 55 г.
- Луций Плеторий Цестиан, Магистър на Монетния двор 71 пр.н.е.
- Марк Плеторий Цестиан, претор 67 пр.н.е.
- Марк Плеторий Цестиан, управител на Македония 63 пр.н.е.
- Луций Плеторий Цестиан, квестор при Брут 42 пр.н.е.